# Teorema di Nepero
In matematica, il teorema di Nepero afferma le seguenti identità, utilizzando la notazione standard per gli elementi di un triangolo:

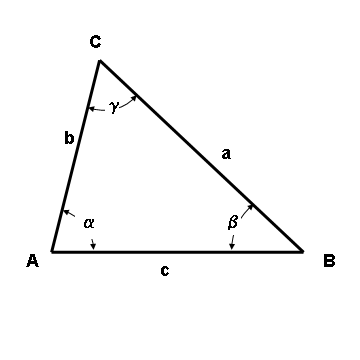
Un triangolo generico con le comuni notazioni

{\displaystyle {\frac {b+c}{b-c}}={\frac {\tan {\displaystyle {\frac {\beta +\gamma }{2}}}}{\tan {\displaystyle {\frac {\beta -\gamma }{2}}}}};}
{\displaystyle {\frac {c+a}{c-a}}={\frac {\tan {\displaystyle {\frac {\gamma +\alpha }{2}}}}{\tan {\displaystyle {\frac {\gamma -\alpha }{2}}}}};}
{\displaystyle {\frac {a+b}{a-b}}={\frac {\tan {\displaystyle {\frac {\alpha +\beta }{2}}}}{\tan {\displaystyle {\frac {\alpha -\beta }{2}}}}}.}

## Dimostrazione
Siano {\displaystyle a}, {\displaystyle b}, {\displaystyle c} le lunghezze dei lati di un triangolo, e siano {\displaystyle \alpha }, {\displaystyle \beta }, {\displaystyle \gamma } le ampiezze degli angoli opposti, rispettivamente.
{\displaystyle {\frac {b+c}{b-c}}={\frac {(b+c)^{2}}{(b+c)(b-c)}}={\frac {a^{2}(b+c)^{2}}{a^{2}(b+c)(b-c)}}={\frac {a^{2}}{b^{2}-c^{2}}}\left({\frac {b+c}{a}}\right)^{2}={\frac {(a^{2}+b^{2}-c^{2})+(a^{2}-b^{2}+c^{2})}{(a^{2}+b^{2}-c^{2})-(a^{2}-b^{2}+c^{2})}}\left({\frac {b+c}{a}}\right)^{2}.}
Per il teorema dei seni {\displaystyle a=2R\sin \alpha }, {\displaystyle b=2R\sin \beta } e {\displaystyle c=2R\sin \gamma }. Sostituendo si ottiene:
{\displaystyle {\frac {(a^{2}+b^{2}-c^{2})+(a^{2}-b^{2}+c^{2})}{(a^{2}+b^{2}-c^{2})-(a^{2}-b^{2}+c^{2})}}\left({\frac {b+c}{a}}\right)^{2}={\frac {(\sin ^{2}\alpha +\sin ^{2}\beta -\sin ^{2}\gamma )+(\sin ^{2}\alpha -\sin ^{2}\beta +\sin ^{2}\gamma )}{(\sin ^{2}\alpha +\sin ^{2}\beta -\sin ^{2}\gamma )-(\sin ^{2}\alpha -\sin ^{2}\beta +\sin ^{2}\gamma )}}\left({\frac {\sin \beta +\sin \gamma }{\sin \alpha }}\right)^{2}.\qquad \qquad } (1)
Consideriamo il secondo membro: usando le formule di prostaferesi, la formula di duplicazione del seno e l'identità {\displaystyle \displaystyle \alpha +\beta +\gamma =\pi } diventa
{\displaystyle \left({\frac {\displaystyle 2\sin {\frac {\beta +\gamma }{2}}\cos {\frac {\beta -\gamma }{2}}}{\displaystyle 2\sin {\frac {\beta +\gamma }{2}}\cos {\frac {\beta +\gamma }{2}}}}\right)^{2}=\left({\frac {\displaystyle \cos {\frac {\beta -\gamma }{2}}}{\displaystyle \cos {\frac {\beta +\gamma }{2}}}}\right)^{2}.}
Consideriamo il primo addendo del numeratore del primo membro: {\displaystyle \displaystyle \sin ^{2}\alpha +\sin ^{2}\beta -\sin ^{2}\gamma .}
Usando la formula di bisezione del coseno, le formule di prostaferesi, le identità {\displaystyle \displaystyle \alpha +\beta +\gamma =\pi } e {\displaystyle \displaystyle \cos(\pi /2-x)=\sin x}, otteniamo:
{\displaystyle \sin ^{2}\alpha +\sin ^{2}\beta -\sin ^{2}\gamma =1-\cos ^{2}\alpha +1-\cos ^{2}\beta -1+\cos ^{2}\gamma =1-{\frac {\cos 2\alpha +1}{2}}-{\frac {\cos 2\beta +1}{2}}+\cos ^{2}\gamma =\cos ^{2}\gamma -{\frac {1}{2}}(\cos 2\alpha +\cos 2\beta )=}
{\displaystyle =\cos ^{2}\gamma +\cos \gamma \cos(\alpha -\beta )=\cos \gamma (\cos \gamma +\cos(\alpha -\beta ))=2\cos \gamma \cos {\frac {\alpha -\beta +\gamma }{2}}\cos {\frac {-\alpha +\beta +\gamma }{2}}=2\sin \alpha \sin \beta \cos \gamma .}
Allo stesso modo si ottiene che
{\displaystyle \displaystyle \sin ^{2}\alpha -\sin ^{2}\beta +\sin ^{2}\gamma =2\sin \alpha \cos \beta \sin \gamma .}
Sostituendo le espressioni trovate per il primo e il secondo membro nella (1) e usando la formula di somma del seno, otteniamo
{\displaystyle {\frac {b+c}{b-c}}={\frac {2\sin \alpha \sin \beta \cos \gamma +2\sin \alpha \cos \beta \sin \gamma }{2\sin \alpha \sin \beta \cos \gamma -2\sin \alpha \cos \beta \sin \gamma }}\left({\frac {\displaystyle \cos {\frac {\beta -\gamma }{2}}}{\displaystyle \cos {\frac {\beta +\gamma }{2}}}}\right)^{2}={\frac {\sin(\beta +\gamma )}{\sin(\beta -\gamma )}}\left({\frac {\displaystyle \cos {\frac {\beta -\gamma }{2}}}{\displaystyle \cos {\frac {\beta +\gamma }{2}}}}\right)^{2}.}
Usando la formula di duplicazione del seno otteniamo
{\displaystyle {\frac {b+c}{b-c}}={\frac {\sin(\beta +\gamma )}{\sin(\beta -\gamma )}}\left({\frac {\displaystyle \cos {\frac {\beta -\gamma }{2}}}{\displaystyle \cos {\frac {\beta +\gamma }{2}}}}\right)^{2}={\frac {\displaystyle 2\sin {\frac {\beta +\gamma }{2}}\cos {\frac {\beta +\gamma }{2}}}{\displaystyle 2\sin {\frac {\beta -\gamma }{2}}\cos {\frac {\beta -\gamma }{2}}}}\left({\frac {\displaystyle \cos {\frac {\beta -\gamma }{2}}}{\displaystyle \cos {\frac {\beta +\gamma }{2}}}}\right)^{2}={\frac {\displaystyle \tan {\frac {\beta +\gamma }{2}}}{\displaystyle \tan {\frac {\beta -\gamma }{2}}}}.}